# Sarnitsa (Pazardjik)
Pour la commune, voir Sarnitsa (obchtina).
Sarnitsa (bulgare : Сърница) est une ville située dans le sud de la Bulgarie.

## Géographie

### Géographie physique
Sarnitsa est située dans le sud de la Bulgarie, à 180 km à l'est de la capitale Sofia. Elle est le chef-lieu de la commune de Sarnitsa.
La ville se trouve dans la partie ouest du massif des Rhodopes. Elle est localisée dans la vallée de la Despate - qui est orientée nord-ouest - sud-est - et elle est entourée de montagnes au sud-ouest et au nord-est. Au sud-est elle est délimitée par le lac artificiel formé par le barrage de Dospat.

### Géographie humaine
| 1926 | 1934 | 1946 | 1956 | 1965 | 1975 | 1985 | 1992  | 2001  |
| ---- | ---- | ---- | ---- | ---- | ---- | ---- | ----- | ----- |
| -    | -    | -    | -    | -    | -    | -    | 3 606 | 3 650 |

| 2011  | 2021  | 2022  | - | - | - | - | - | - |
| ----- | ----- | ----- | - | - | - | - | - | - |
| 3 571 | 3 321 | 3 353 | - | - | - | - | - | - |

## Histoire
Par le décret n°641 du 16 septembre 2003, le village de Sarnitsa a obtenu le statut de ville à compter du 1er janvier 2004. Lors de la création de la commune de Sarnitsa, le 1er janvier 2015, elle en est devenue le chef-lieu.

## Administration
La ville de Sarnitsa est le chef-lieu de la commune de Sarnitsa. Son maire est le maire de la commune.